# Медаль «За отличие в специальных операциях»
Меда́ль «За отли́чие в специа́льных опера́циях» — ведомственная награда ФСБ России. Учреждена приказом ФСБ России № 524 от 4 октября 2001 года.

## Правила награждения
Согласно Положению медалью «За отличие в специальных операциях» награждаются военнослужащие и лица гражданского персонала органов Федеральной службы безопасности за выдающиеся успехи и отличия при разработке и непосредственном участии в специальной операции, замысел и план которой был утверждён руководством ФСБ России, а полученный результат имел важное значение для обеспечения безопасности Российской Федерации.
Директором ФСБ России может быть принято решение о награждении данной медалью и других граждан Российской Федерации за активное содействие органам безопасности в проведении специальной операции и непосредственное участие в ней.
Медаль существует в двух видах: с мечами и без мечей. К награждению медалью с изображением мечей могут быть представлены военнослужащие органов безопасности, отличившиеся при непосредственном участии в специальной операции, проводимой с применением боевого или специального оружия.
К награждению медалью без изображения мечей могут быть представлены сотрудники органов безопасности и лица, оказывающие активное содействие в организации и проведении специальной операции органам безопасности, за особые заслуги в разработке или руководстве специальной операцией, а также отличившиеся при непосредственном участии в специальной операции, проводимой без применения боевого или специального оружия.
Повторное награждение медалью с изображением мечей или без изображения мечей не допускается, кроме военнослужащих органов безопасности, которые могут быть награждены как медалью с изображением мечей, так и медалью без изображения мечей в любой последовательности.

## Правила ношения
Медаль носится на левой стороне груди и располагается перед медалью Федеральной службы безопасности «За участие в контртеррористической операции». Медаль с изображением мечей располагается перед медалью без изображения мечей.